# Uli Stein
Ulrich "Uli" Stein (Hamburgo, Alemania Federal, 23 de octubre de 1954) es un exjugador y exentrenador de fútbol alemán. En su etapa como jugador profesional se desempeñaba como guardameta.

## Selección nacional
Fue internacional con la selección de Alemania Federal en 6 ocasiones. Formó parte de la selección subcampeona de la Copa del Mundo de 1986, pese a no haber jugado ningún partido durante el torneo.

### Participaciones en Copas del Mundo
| Mundial                        | Sede   | Resultado  | Partidos | Goles |
| ------------------------------ | ------ | ---------- | -------- | ----- |
| Copa Mundial de Fútbol de 1986 | México | Subcampeón | 0        | 0     |

## Equipos

### Como jugador
| Equipo              | País             | Año       |
| ------------------- | ---------------- | --------- |
| Arminia Bielefeld   | Alemania Federal | 1976-1980 |
| Hamburgo            | Alemania Federal | 1980-1987 |
| Eintracht Fráncfort | Alemania         | 1987-1994 |
| Hamburgo            | Alemania         | 1994-1995 |
| Arminia Bielefeld   | Alemania         | 1995-1997 |
| 1945 Pinneberg      | Alemania         | 1999-2000 |
| Kickers Emden       | Alemania         | 2001-2002 |
| Fichte Bielefeld    | Alemania         | 2003-2004 |

### Como entrenador
| Equipo                                      | País       | Año       |
| ------------------------------------------- | ---------- | --------- |
| FC Langen                                   | Alemania   | 1994      |
| TuS Celle                                   | Alemania   | 2000-2001 |
| Selección nacional (entrenador de porteros) | Nigeria    | 2007-2008 |
| Selección nacional (entrenador de porteros) | Azerbaiyán | 2009-2014 |

## Palmarés

### Campeonatos nacionales
| Título           | Equipo              | País             | Año  |
| ---------------- | ------------------- | ---------------- | ---- |
| Bundesliga       | Hamburgo            | Alemania Federal | 1982 |
| Bundesliga       | Hamburgo            | Alemania Federal | 1983 |
| Copa de Alemania | Hamburgo            | Alemania Federal | 1987 |
| Copa de Alemania | Eintracht Fráncfort | Alemania Federal | 1988 |

### Copas internacionales
| Título                      | Equipo   | Sede            | Año  |
| --------------------------- | -------- | --------------- | ---- |
| Copa de Campeones de Europa | Hamburgo | Atenas (Grecia) | 1983 |